# 켕프노

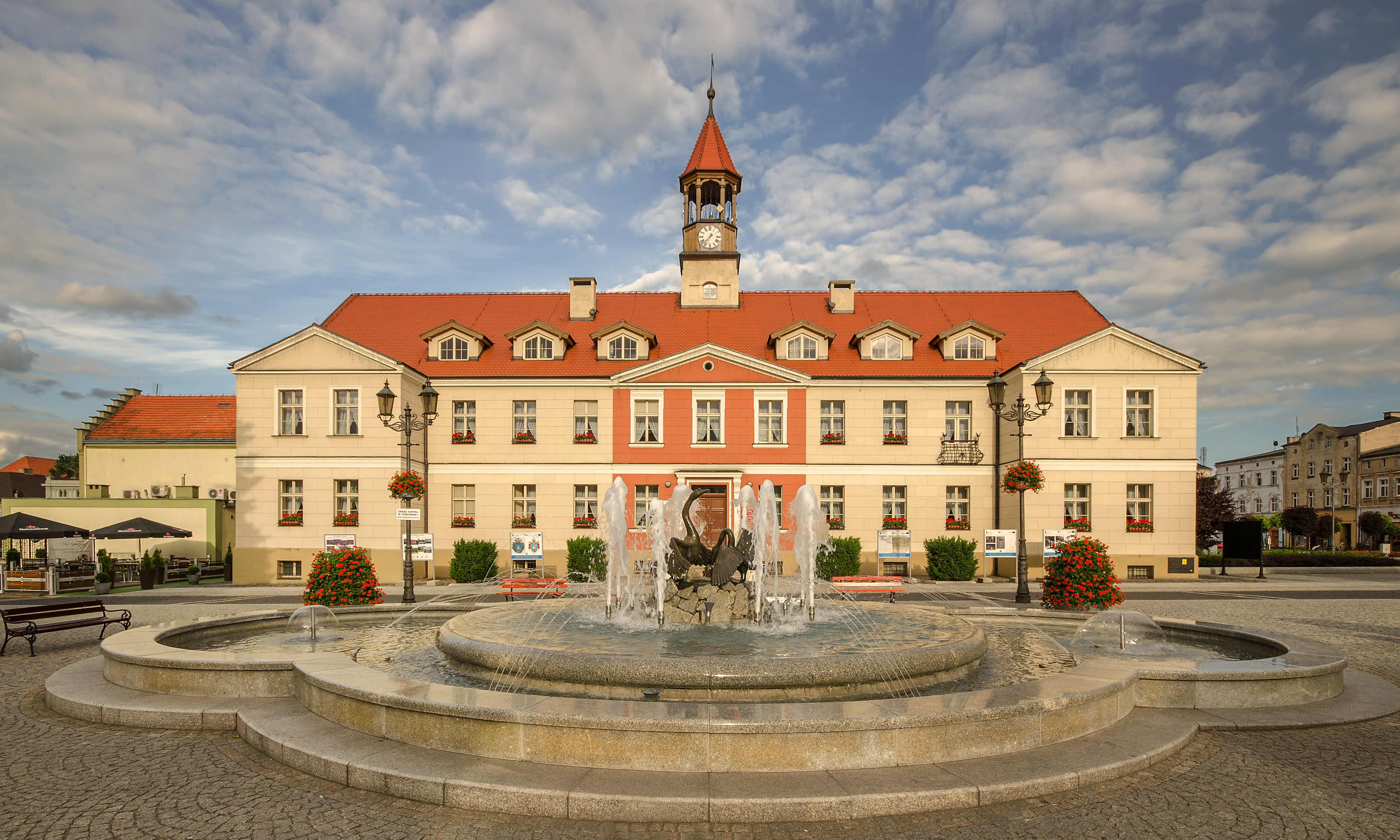
켕프노 시청

켕프노(폴란드어: Kępno, 독일어: Kempen in Posen 켐펜인포젠[*])는 폴란드 중부 비엘코폴스카주에 위치한 도시로 면적은 7.8km2, 인구는 14,760명(2009년 기준)이다.

시기
시 문장